# Ælfheah le Chauve
Pour les articles homonymes, voir Ælfheah.
Ælfheah ou Alphège est un ecclésiastique anglo-saxon mort le 12 mars 951. Il est évêque de Winchester de 934 ou 935 à sa mort. Surnommé « le Chauve », il est parfois appelé Ælfheah Ier pour le distinguer d'un autre évêque de Winchester portant ce nom, Ælfheah II.

## Biographie
Le surnom d'Ælfheah, « le Chauve », pourrait faire référence à une tonsure monastique, auquel cas il aurait été moine avant d'être évêque. Il est choisi pour succéder à l'évêque de Winchester Byrnstan, mort le 1er novembre 934. Durant son épiscopat, il ordonne notamment deux prêtres, Dunstan et Æthelwold, qui jouent un rôle crucial dans la réforme bénédictine anglaise de la seconde moitié du Xe siècle. Il meurt le 12 mars 951 et est inhumé dans le chœur de l'Old Minster de Winchester,.
Son culte est attesté à Winchester et St Albans, avec une fête le 12 mars, jour anniversaire de sa mort.